# The Squaw's Love
The Squaw's Love és una pel·lícula muda de la Biograph dirigida per D. W. Griffith i protagonitzada per Mabel Normand i Claire McDowell. La pel·lícula que explica una història de nadius nord-americans abans de l’arribada de l’home blanc, es va estrenar 28 de setembre de 1911.

## Argument
En un poblat indi Gray Fox i Wild Flower, filla del cap de la tribu, estan enamorats però quan ell li demana la ma al seu pare aquest s’hi nega i es produeix una baralla que provoca que Gray Fox sigui apallissat. Silver Fawn l’ajuda a aixecar-se i li diu que ha de marxar del poble amb la seva estimada. Gray Fox marxa i White Eagle, promès de Silver Fawn, ajuda a Wild Flower a trobar el seu estimat. Silver Fawn creu que l’altra noia li està intentant robar el promès per lo que dóna l’alarma. Gray Fox ha aconseguit una canoa i fuig pel riu que ha robat. Mentrestant Wild Flower és atacada amb un punyal per la suposada rival. Durant la baralla cau al riu per un precipici i es arrossegada pel corrent. Grey Fox la salva amb la seva canoa moment en què és descobert que corren a cercar les altres canoes. Mentrestant White Eagle troba Silver Fawn i li aclareix el malentès per lo que la parella ajuda a fugir als amants en la canoa. Després d’una persecució aconsegueixen amagar la canoa sota un arbre caigut i mentre els altres indis desembarquen per intentar trobar-los, Wild Flower arriba a les canoes nedant i les forada amb un ganivet per lo que després no els poden seguir.

## Repartiment
- Mabel Normand (Wild Flower)
- Claire McDowell (Silver Fawn)
- Alfred Paget (Gray Fox)
- Dark Cloud (White Eagle)
- William J. Butler (pare)
- Kate Bruce (mare)
- Edwin August
- Donald Crisp
- Grace Henderson
- Wilfred Lucas
- Dorothy West

## Producció
Es tracta d’un curtmetratge en el que Griffith tracta el tema dels nadius des d'una perspectiva favorable abans de la trobada amb l’home blanc. Fou rodada en una bobina a Cuddebackville l’estiu de 1911. Per a l’escena del salt a l’interior del riu Griffith utilitzà tres càmeres (Billy Bitzer, Robert Harron i P. Higginson) amb la intenció de no haver de repetir un salt potencialment perillós per a l’actriu.